# Harald Vogel
Harald Vogel, né le 21 juin 1941  à Ottersberg, est un organiste allemand.

## Vie et œuvre
Harald Vogel a fondé en 1972 l'académie d'orgue d'Allemagne du Nord (en allemand : Norddeutsche Orgelakademie).
Reconnu comme l'un des meilleurs spécialistes de la musique baroque, il est professeur d'orgue à l'Université des Arts de Brême (en allemand : Hochschule für Künste Bremen) depuis 1994.
Harald Vogel a notamment enregistré l'intégrale des œuvres pour orgue de Dietrich Buxtehude en 7 CD.
Il est par ailleurs le fondateur du festival Dollard, dont il fut aussi le directeur, festival transfrontalier organisé tous les deux ans entre l'Allemagne et les Pays-Bas de 1981 à 2003.
Son enregistrement de l'œuvre de Jean-Sébastien Bach sur clavicorde à pédalier est une première.

## Discographie
- Dietrich Buxtehude, Intégrale des œuvres pour Orgue - Coffret 7CD